# Quararibea funebris
Quararibea funebris - дерево произрастающее на территории Северной Америки.
По некоторым данным имеет слабовыраженные наркотические свойства и может употребляться в качестве компонента айяуаски. Возможно наличие сальвинорина A и других психоделиков. По моим[чего?] предположениям при приеме с СИОЗ или с группой препаратов влияющих на ht-рецепторы будет многократное усиление эффекта от приема экстракта этого растения.
Южноамериканский родственник сапоте известен своими цветами, которые дают ароматную пряность. Сушеные цветы используются в качестве ароматизатора для шоколадных напитков и множества др. блюд, а также для производства духов. Аромат сохраняется в сухих цветах в течение столетий, поэтому их использовали для похоронных церемоний и находили в склепах все еще благоухающими спустя много лет. Древесина этого дерева использовалась для рыбалки: кусочки душистой древесины, помещенные в воду, привлекают рыбу. Ацтеки смешивали цветы с шоколадом, чтобы придать ему пряный острый вкус, отсюда и название Rosita de Cacao.
Законодательный статус: зеленый то есть легален на территории РФ и всех остальных стран.